# Calligrafia cinese
Nella calligrafia cinese (书法S, shūfǎP, lett. "l'arte della scrittura"), i caratteri possono essere tracciati, in modo diverso, secondo cinque grandi "stili calligrafici". Tutti si scrivono normalmente con il pennello. Questi stili sono intrinsecamente legati alla storia della scrittura cinese. La calligrafia cinese è anche una forma di arte e cultura che l'UNESCO ha iscritto tra i Patrimoni orali e immateriali dell'umanità.

## Forme antiche
La scrittura cinese, al suo esordio, è di natura pittografica: il carattere è una rappresentazione diretta della cosa. Tuttavia, il tratto dei caratteri si è rapidamente stilizzato: se i primi pittogrammi delle più vecchie testimonianze assomigliano a disegni (ciò che lo stile calligrafico sigillare ancora mostra), il tratto diviene rigido, convenzionale, e finisce per non assomigliare più all'originale.
| Evoluzione del carattere 馬 ma, cavallo |                           |                           |                           |                           |                |                 |
|                                         |                           |                           |                           |                           |                |                 |
| Jiǎgǔwén                                | Jīnwén                    | Dàzhuàn                   | Xiǎozhuàn                 | Lìshū                     | Kǎishū (trad.) | Kǎishū (sempl.) |
| stili antichi e medievali               | stili antichi e medievali | stili antichi e medievali | stili antichi e medievali | stili antichi e medievali | stili attuali  | stili attuali   |

Gli stili di scrittura più primitivi non sono più impiegati ai giorni nostri.

### Primi simboli grafici

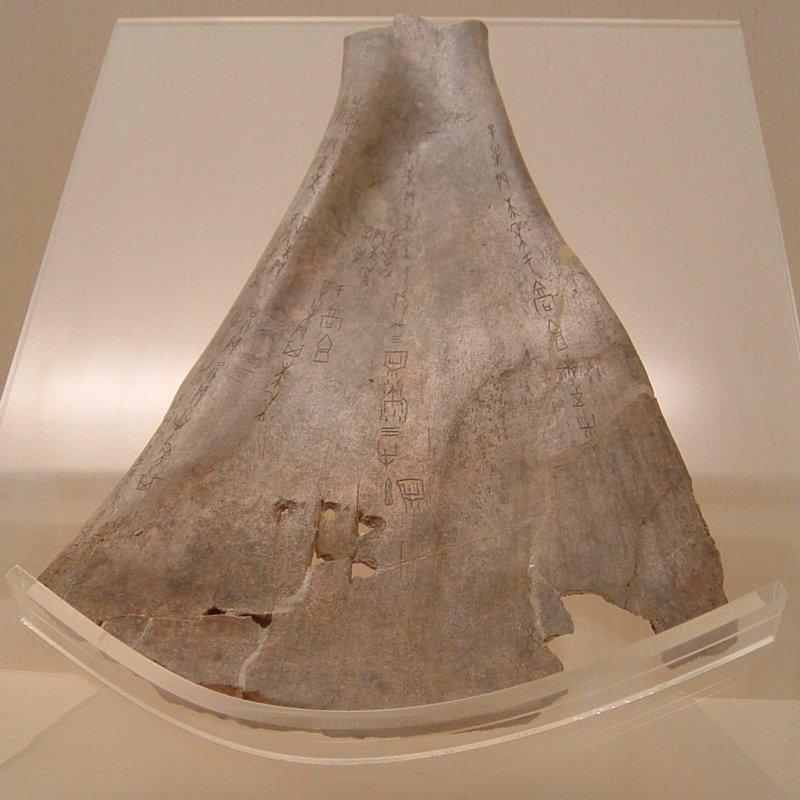
Oracolo su scapola, Museo di Shanghai.

Le testimonianze archeologiche mostrano che la scrittura cinese risale alla più remota antichità. Le vestigia più antiche sono state trovate a Jiahu, un sito neolitico sul fiume Huai nella provincia dello Henan, datato al 6500 a.C. Questo sito ha rivelato carapaci di tartaruga recanti simboli. Il sito di Longshan, nella provincia dello Shandong, ha restituito frammenti d'osso utilizzati per la divinazione, datati dal 2500 al 1900 a.C., e simboli su ceramiche che sono considerate come una forma primitiva di scrittura. Simboli della stessa natura, provenienti dalla cultura di Liangzhu, sono stati scoperti nella bassa valle del Chang Jiang.
Queste prime testimonianze di scrittura, a dire il vero. non sono che dei simboli isolati, e non possono dunque essere considerati come una scrittura interamente a sé stante. Tuttavia, le iscrizioni divinatorie su osso provenienti dalla tarda cultura di Longshan (datate tra il 2500 e il 1900 a.C.) sono considerate da taluni come una proto-scrittura, simile a quella che si trova in Mesopotamia o in Egitto. È effettivamente possibile che tali iscrizioni si siano evolute verso la forma divinatoria su ossa utilizzata sotto la dinastia Shang, e siano di conseguenza all'origine delle scritture cinesi moderne, poiché la cultura di Longshan del tardo neolitico è considerata come l'antenata della cultura di Erlitou del bronzo medio, e più tardi delle dinastie Shang e Zhou.

### Scrittura sulle ossa e scrittura su bronzo
Le prime iscrizioni che siano indiscutibilmente una scrittura cinese sono gli oracoli sulle ossa (甲骨文T, jiǎgǔwénP, lett. "scrittura su gusci (di tartarughe) e ossa (scapole di bovini)"), un sistema che fiorì sotto la dinastia Shang (o Yin, 殷), attestato dal 1600 a.C.
D'altra parte si trovano in questa epoca alcune iscrizioni su frammenti di ceramiche e su bronzo (la scrittura su bronzo, jīnwén 金文), la cui parentela con la scrittura divinatoria è abbastanza manifesta, ma che appare più complessa e immaginosa. Sui circa 2.500 caratteri che si conoscono provenienti dagli oracoli sugli ossi, solo 1.400 corrispondono a caratteri cinesi posteriori, e possono di conseguenza essere interpretati, ma sono comunque anche quelli più frequentemente rinvenuti.
Tali forme di scrittura non sono più utilizzate ai giorni nostri ed hanno di conseguenza solo un interesse storico, archeologico ed etimologico.

### Scrittura Yí
La scrittura Yi è ugualmente antica, ed assomiglia superficialmente alla scrittura cinese moderna, ma non sarebbe in realtà direttamente imparentata con essa, sebbene non si possa escludere che abbia una lontana origine comune, risalente forse agli oracoli sugli ossi.

## Forma zhuan

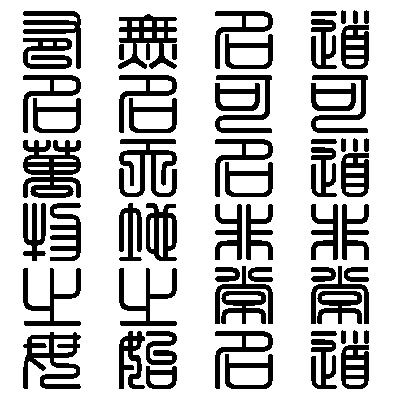
Inizio del Dao De Jing (道 德 經) in grande sigillo.

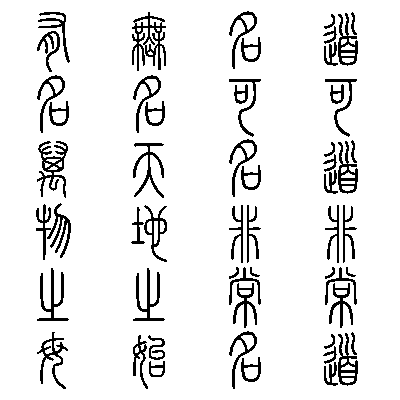
Inizio del Dao De Jing (道 德 經) in piccolo sigillo.

Lo stile sigillare (zhuànshū 篆書) è il più antico degli stili ancora utilizzati nella calligrafia: esso trova il suo apogeo nella dinastia Qin, 221-206 a.C. Deriva da un adattamento calligrafico dei caratteri arcaici, volto a dare loro una forma adatta ad essere incisa sul bronzo o sulla pietra. Ai giorni nostri, tranne che nella confezione dei sigilli, i caratteri sigillari sono scritti e non incisi come erano agli inizi: si parla dunque di un tratto che imita quello del passato.
Le linee sono sottili ma di spessore costante, e le estremità terminano in modo netto. In questo tipo di tratto, in effetti, la formazione dei tratti non segue ancora i vincoli di cui si parla altrove, che sono dovuti al pennello. La curva è la regola generale, gli angoli costituiscono un'eccezione. Il tratto del sigillare riflette un'assenza di vincolo al movimento dello stiletto, che si sposta liberamente e regolarmente: in termini moderni, è il tipo di tratto che si ottiene con un pennarello a punta rotonda. La forma dei caratteri è abbastanza libera. Nell'incisione, i tratti tendono spesso a riempire lo spazio, mirando ad un equilibrio tra la larghezza dei tratti e quella degli intervalli; e i caratteri complessi assumono una forma compatta che evoca un po' un'impronta digitale.
Sono ancora forme antiche, molto vicine al disegno e al pittogramma, che subiranno ancora numerose alterazioni prima di giungere ai tratti attuali. La loro forma dunque non si deduce semplicemente dal tratto moderno. La loro lettura è difficile per chi non conosce le etimologie grafiche, ed il loro tratto è praticamente impossibile per il profano che padroneggia solo le grafie attuali: occorre apprendere ogni elemento singolarmente.
Ecco i primi cinque caratteri della prima colonna (partendo da destra) dell'illustrazione a fianco, un'opera del calligrafo, poeta ed incisore di sigilli 山杉 Shānshān, in caratteri attuali, a titolo di confronto: 松下問童子 sōng xià wèn tóng zǐ, estratto da un poema di 賈島 Jiǎ Dǎo, poeta 唐 Táng: 尋隱者不遇 Xún yǐn zhě bú yù ("Alla ricerca di un eremita, senza incontrarlo").
È bene notare che i testi che si trovano in questo stile non si limitano a riproduzioni di caratteri arcaici. Tutti i caratteri attuali possono essere tracciati in sigillare, mentre si è ben lontani dal trovare tutti questi caratteri nella stessa scrittura arcaica.
Si possono distinguere due tipi di caratteri sigillari: il grande sigillo (大篆 dàzhuàn) ed il piccolo sigillo (小篆 xiǎozhuàn). Il primo è il più antico, irregolare e meno curato. Risale al IX secolo a.C. e deriva direttamente da caratteri arcaici, 甲骨文 jiǎgǔwén (sotto la dinastia 商 Shāng) e 金文 jīnwén (sotto gli 西周 Xī Zhōu, Zhōu Occidentali), rispettivamente "scrittura oracolare su ossa" incisa sui carapaci di tartarughe destinati alla scapulomanzia, e "scrittura su bronzo" incisa sui bronzi liturgici. Queste sono le prime autentiche testimonianze di scrittura cinese. Se ne vedono esempi nella parte dedicata ai tipi di caratteri, sezione "pittogrammi". Non si deve però credere che il grande sigillo e i caratteri arcaici siano la stessa cosa: il grande sigillo è il tipo di tratto più antico ancora utilizzato e non la più vecchia scrittura cinese.
Il secondo, il piccolo sigillo, è una standardizzazione ed un perfezionamento del grande sigillo risalente ai Qin, il cui modello si deve al Primo ministro di Qin Shi Huangdi (秦始皇帝), Li Si (李斯) (verso il 200 a.C.). Il piccolo sigillo, sostituito da stili più semplici e più regolari, è derivato dagli usi degli Han (dal 206 a.C al 220 d.C.), prima di divenire uno stile solenne puramente calligrafico sotto i Tang (618-907 d.C.), tracciato con il pennello o inciso sui sigilli (da cui il suo nome attuale). Quanto al grande sigillo, esso è studiato solo dagli storici (per accedere alla lettura di documenti epigrafici antichi) e dagli studiosi della scrittura.

## Forma 'scrivani'

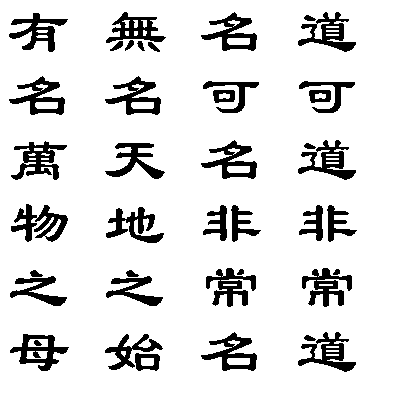
Inizio del Dao De Jing (道 德 經) nella scrittura degli scribi.

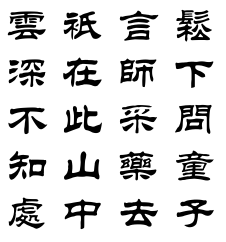
Stile degli scribi.

A mano a mano che l'amministrazione cinese si affermava grazie al potere dello scritto, apparve presto chiaro che i caratteri sigillari, complessi e poco regolari, erano un freno alla rapidità di comprensione e di apprendimento della scrittura. È per i funzionari, gli 'scrivani', che – secondo la tradizione – 程邈 Chéng Miǎo, direttore di prigione sotto la dinastia Qin (221-206 a.C.), avrebbe creato uno stile più semplice da tracciare a partire dal sigillare, stile che segue vincoli grafici determinati. Chéng Miǎo ha così contribuito allo sviluppo dell'apprendimento e al miglioramento della notazione dei documenti amministrativi. È per tali ragioni che si attribuisce questo stile ai funzionari (o scribi). Esso diviene molto comune sotto gli 漢 Hàn, in concorrenza con il sigillare, che sostituisce completamente (salvo che nella calligrafia) fra il I ed il II secolo d.C.
Lo stile degli scrivani (隶书S, lìshūP) si caratterizza per inizi dei tratti spessi con la punta nascosta (non si vede la traccia iniziale e finale del pennello). I tratti sono quadrati, appiattiti nella loro parte mediana, spaziati e tendenti a debordare sui lati. Nel corso del II secolo d.C., sotto i 東漢 Dōnghàn, Hàn Orientali, il perfezionamento del pennello porta i calligrafi a dare maggiore ampiezza ai tratti, segnatamente aggiungendo ondulazioni e distendendo le orizzontali.
Questo stile è sostituito rapidamente, a partire dal III secolo d.C., da quello regolare. Ciò nonostante si continua ad utilizzarlo, e lo si fa ancora, in calligrafia. Esso dà alla composizione un andamento degno, sentenzioso e maestoso. Si usa pertanto, oltre che in calligrafia, principalmente per slogan, citazioni illustri e titoli.
L'esempio qui a fianco riprende parola per parola il testo del poema in sigillare di 賈島 Jiǎ Dǎo. Non è l'opera di un calligrafo, ma un testo passato attraverso una serie di caratteri specifici.

## Forma regolare

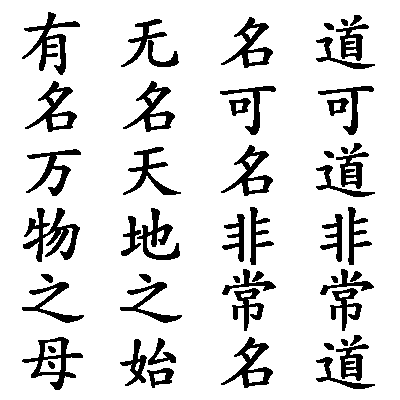
Inizio del Dao De Jing (道 德 經) in calligrafia regolare.

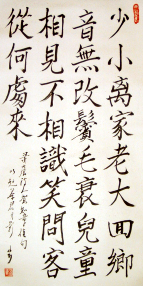
Poema di He Zhizhang, Ritorno a casa.

Lo stile regolare (楷书S, kǎishūP) appare sotto gli Hàn, nel corso del III secolo dell'era cristiana, considerato come un miglioramento ed una razionalizzazione dello stile degli scribi. È la scrittura standardizzata (正楷S, zhèngkǎiP), che raggiunge il suo apogeo sotto i Táng (618-907 dell'era cristiana), in cui i calligrafi fissano definitivamente la struttura e la tecnica del tratto. Il bisogno di una scrittura semplice, il più leggibile possibile, molto regolare, rispondeva alle necessità di accentramento del potere. Questa scrittura, vettore dell'amministrazione, ha dunque partecipato, attraverso la sua stabilità, all'egemonia del potere imperiale, a tal punto che fino alle semplificazioni del 1958 e del 1964 adottate nella Repubblica popolare cinese, non era mai stata ritoccata né modificata.
Stilisticamente, essa si caratterizza per il rispetto dei vincoli del tratto: una grande stabilità (nessun carattere deborda dal quadrato virtuale), l'abbandono definitivo delle curve dirette e degli angoli acuti della scrittura degli scribi per un compromesso più dolce, la possibilità di non utilizzare che un numero definito di tratti fondamentali, orizzontali che salgono discretamente da sinistra verso destra e una modificazione delle tecniche di inizio dei tratti. Esistono due varianti dello stile regolare: la grande regolare (大楷 dàkǎi) e la piccola regolare (小楷S, xiǎokǎiP). Le differenze tra le due attengono soprattutto alla tecnica del pennello: nella piccola regolare, gli inizi sono meno complessi, più fluidi ed il tratto generale è più flessibile, meno rigido che nella grande regolare, che resta la più abituale delle due varianti.
È lo stile regolare quello nel quale si apprende attualmente il tratto dei caratteri e nel quale si scrive normalmente quando ci si impegna. Lo stile regolare è più vicino ai caratteri stampati, di cui si è detto volte che presentavano leggere differenze rispetto ai caratteri manoscritti.

## Forma corrente

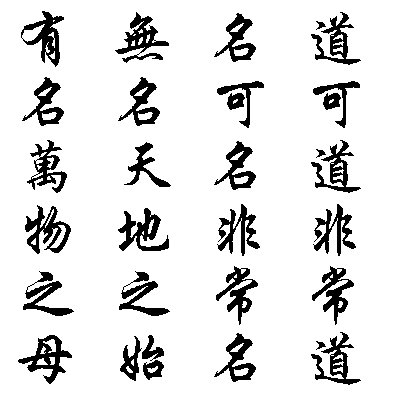
Inizio del Dao De Jing (道 德 經) in corrente (行书 semi cursif).

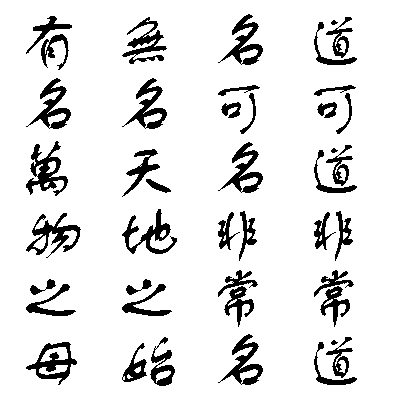
Inizio del Dao De Jing (道 德 經) in corsivo (草书).

Lo stile corrente (行书S, xíngshūP), nato sotto gli Hàn, alla fine della dinastia orientale (25-220), è una forma doppia: è rapida (i caratteri "corrono") ed abituale ("corrente"). È una "deformazione" per semplificazione del tratto del regolare. È per queste ragioni che è il più utilizzato ai giorni nostri per la scrittura manoscritta della vita quotidiana. Tuttavia non è ignorato dalla calligrafia, tutt'altro, e neanche è considerato come una forma imbastardita del regolare: in calligrafia, infatti, possiede propri vincoli distinti.
Si ritiene che il suo creatore sia stato Liú Déshēng, degli Hàn Orientali. La perfezione di questo stile, tuttavia, è dovuta a Wáng Xiànzhī (344-348) come pure a Wáng Xīzhī (321-379), suo padre, uno dei più celebri calligrafi cinesi, entrambi sotto la Dinastia Jìn Orientale (317-420 dell'era cristiana).
Tracciato dalla punta del pennello o con uno stilo, esso risulta molto leggibile, rapido da scrivere e facilmente decifrabile. Non necessita obbligatoriamente di un apprendimento separato dal regolare perché è una grafia quasi corsiva, le riduzioni subite dai caratteri risultano logiche: sono stilizzazioni delle unità fondamentali che nascono naturalmente dal pennello o dallo stilo quando questo non lascia più il foglio per un nuovo tratto, le quali si riuniscono dunque più spesso che nel regolare. Allo stesso modo, gli inizi dei tratti sono più semplici e diretti (la punta del pennello non pratica i ritorni all'indietro caratteristici del regolare).
L'esempio presentato qui sopra è un frammento di brutta copia preparatoria di una calligrafia del pittore e calligrafo Iris Yawen Hsu (徐雅雯, Xú Yǎwén). Tracciato senza pretese, esso ben illustra il carattere fluido e abbreviato di questo stile, che resta ciò nonostante perfettamente leggibile. I tre caratteri sono, dall'alto in basso, 风 (fēngP), 万 (wànP) e 里 ().

## Forma corsiva

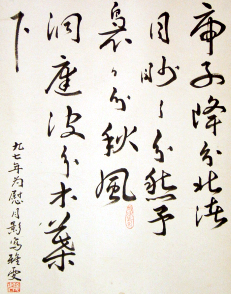
Calligrafia di Iris Yǎwén Hsú (徐雅雯)

Ultimo degli stili calligrafici, denominato anche "corsivo" o "scrittura folle", lo stile d'erba (草书S, cǎoshūP) è senza dubbio il più sorprendente. Il suo nome può essere interpretato in vari modi: sia che è una scrittura agitata come l'erba (è uno dei sensi di cǎo) nel vento, sia che è destinata ad usi effimeri, come la brutta copia (un altro senso possibile di 草), alla maniera della paglia. Lungi dall'essere una forma stenografica nata dalla precedente, è un tipo di scrittura interamente a sé stante. Il tratto dei caratteri – i quali appaiono fortemente deformati, sembrando formati senza vincoli apparenti, sono spesso legati tra loro e si allontanano frequentemente dal quadrato virtuale – si basa su forme tachigrafiche prese in prestito dagli stili precedenti. Esistono, inoltre, numerosissime varianti, secondo le epoche e i calligrafi. La lettura e la scrittura di questo stile sono quindi riservate ai calligrafi e agli specialisti eruditi.
La storia di questo stile, che ha subito numerose modificazioni, è complessa. Si distinguono due corsivi storici principali, il zhāngcǎo, "corsivo dei sigilli", ed il jīncǎo, "il nuovo corsivo". Il primo, le cui prime attestazioni risalirebbero ai Regni Combattenti (475-221 a.C.), e che è stato perfezionato sotto gli Hàn, deriva dallo stile degli scribi e dal sigillare. Il secondo, creato ancora una volta sotto gli Hàn nel II secolo dell'era cristiana, è una modificazione dello stesso zhāngcǎo. Se i caratteri del primo corsivo sono ancora separati gli uni dagli altri e relativamente regolari, quelli del secondo stile assumono maggiore indipendenza, andando verso l'eliminazione totale dei limiti fra tratti e caratteri stessi. Wáng Xiànzhī e 王羲之 Wáng Xīzhī degli 東晉 Dōngjìn, Jìn Orientali (317-420), sono considerati come i maestri nella materia.

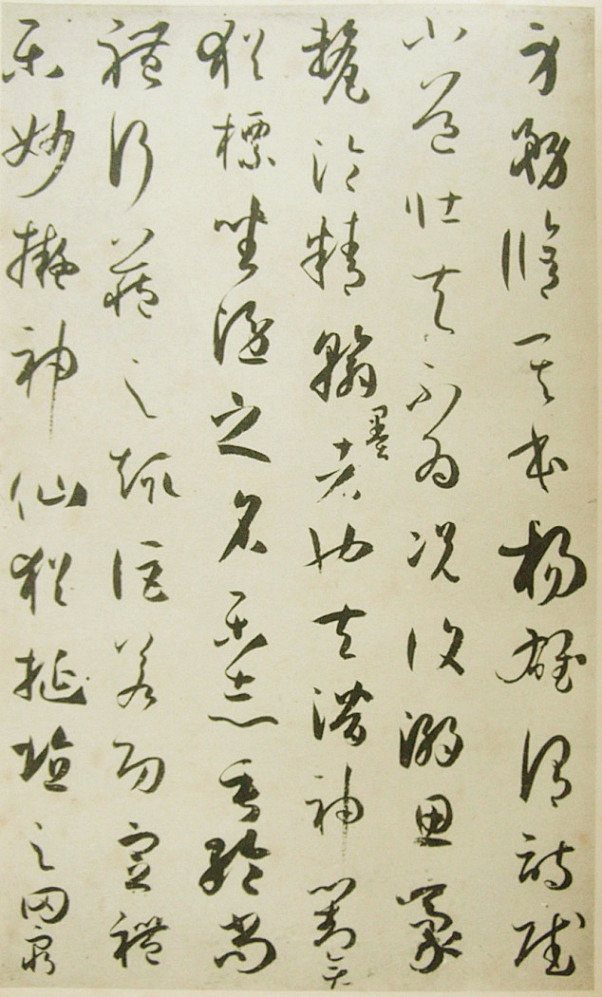
Calligrafia di Sūn Guòtíng (孙过庭).

Lo stile d'erba si caratterizza principalmente per un tratto molto codificato dei caratteri, che sono abbreviati e ridotti alla loro forma fondamentale e non sono più riconoscibili all'occhio profano. Le riduzioni procedono sia da una semplificazione naturale del tratto, il pennello lasciando solo raramente il foglio, sia da grafie stenografiche convenzionali a volte molto antiche, le quali hanno potuto dare origine ad alcuni dei caratteri semplificati della Repubblica popolare cinese. Il calligrafo che lavora nello stile d'erba, tuttavia, non traccia per forza i caratteri più velocemente che negli altri stili: la rapidità è suggerita e descritta ma non ricercata di per sé. Questo stile, in effetti, è ora utilizzato molto raramente per le brutte copie: richiede una tale conoscenza della scrittura cinese e della sua storia, e una tale maestria tecnica che è riservato principalmente all'arte. Di fatto, benché corsivo, lo stile d'erba si traccia più spesso con grande attenzione.
Si può facilmente parlare di arte astratta e di idealizzazione della scrittura, essendo quella quasi soltanto abbozzata ed essendo scritti i suoi movimenti più che i suoi tratti. La calligrafia in cima questa sezione è stata eseguita da Iris Hsu (徐雅雯S, Xú YǎwénP). È un estratto del Jiǔ Gē ("Nove canti") di Qū Yuán (339?-278 a.C.), di cui ecco il testo in caratteri regolari (la calligrafia naturalmente si legge in colonne da destra a sinistra):-"帝子降兮北渚, 目眇眇兮愁予. 袅袅兮秋风洞庭波兮木叶下S, dì zǐ jiàng xī běi zhǔ, mù miǎo miǎo xī chóu yú. niǎo niǎo xī qiū fēng, dòng tíng bō xī mù yè xiàP". Si nota che, tra i vincoli stenografici (finti), l'autore ha utilizzato il carattere d'iterazione, 々, che serve a non ripetere i caratteri raddoppiati: si legge in effetti 眇々 nella seconda colonna (partendo da destra) e 袅々, in cima alla terza colonna, al posto di 眇眇 e 袅袅.
Quella di Sūn Guòtíng (孙过庭S) è tratta dal 书谱 (ShūpǔP, lett. "Trattato di scrittura") ed è stata realizzata verso il 650.

## Dizionari di stili
Per aiutare il calligrafo come anche il dilettante, esistono dizionari di stili, i quali offrono per ciascuno dei caratteri citati le cinque grafie (di fatto sei contando la grafia stampata, che può di volta in volta differire leggermente dalla grafia regolare). Ecco, a titolo d'illustrazione, un estratto di un dizionario simile (il 学生六体书法小字典 Xuéshēng liù tǐ shūfǎ xiǎo zǐdiǎn, "Piccolo dizionario di caratteri classificati secondo i sei stili per lo studente", pubblicato dalle 北京大学出版社S, běijīng dàxué chūbǎnshèP, Edizioni universitarie di Pechino).
Nell'immagine qui sopra, i caratteri, classificati secondo il pīnyīn, sono citati, da sinistra a destra, nella grafia corrente non calligrafica, nella grafia stampata tradizionale. Venendo questo dizionario dalla Repubblica popolare cinese, i suoi caratteri sono poi, ovviamente, semplificati nei cinque stili calligrafici: regolare, corrente, d'erba, degli scribi e sigillare.

## Voci correlate

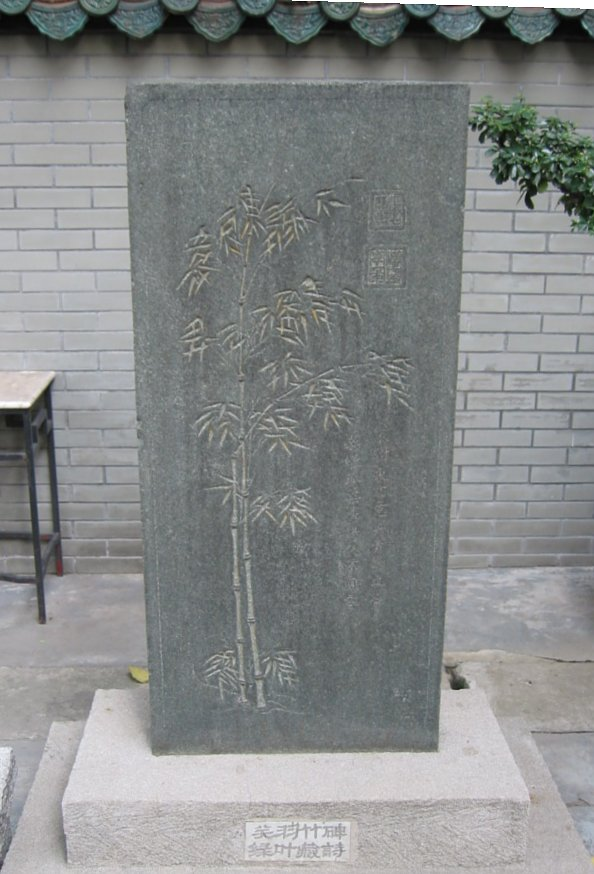
Incisione che usa la calligrafia cinese, su una tomba in un tempio taoista di Canton.